# Beta-C-Magazin
| Technische Daten                | Technische Daten          |
| ------------------------------- | ------------------------- |
| Gewicht (ungeladen)             | 1 kg                      |
| Gewicht (geladen mit 5,56 mm)   | 2,1 kg                    |
| Kapazität (geladen mit 5,56 mm) | 100 Patronen              |
| Maße                            | 251 × 81 × 120 mm         |
| Leistung                        | bis zu 1300 Schuss/Minute |
| Hersteller                      | The Beta Company          |

Das Beta-C-Magazin ist ein Doppeltrommelmagazin mit hoher Kapazität für Sturmgewehre und Unterstützungswaffen im Kaliber 5,56 × 45 mm NATO, 9 × 19 mm oder 7,62 × 51 mm NATO. Der Name spielt auf den Hersteller (The Beta Company) und die Kapazität von 100 (century) Patronen an. Das Magazin besteht aus zwei Baugruppen: den Trommeln und der Zuführeinrichtung. Die Trommeln sind standardisiert und mit jeder Waffe verwendbar, die Zuführeinrichtung kann ausgetauscht werden, um an verschiedenen Waffen verwendet zu werden. Die voll geladenen Magazine können unbegrenzte Zeit aufbewahrt werden, ohne dass sich Einbußen bei der Zuführung der Patronen ergeben.
Die Patronen sind in den beiden Trommeln doppelreihig gelagert. Am Ende jeder Trommel befindet sich eine Kette aus Exerzierpatronen, die den Platz in der Zuführeinrichtung einnehmen, wenn das Magazin leer ist und den Lademechanismus blockieren, um so das Wiederaufmunitionieren zu ermöglichen. Die Länge der Ketten ist von der verwendeten Waffe abhängig. Das Nachladen des Magazins kann per Hand oder mit Hilfe einer Ladevorrichtung erfolgen. Das Nachmunitionieren kann jederzeit erfolgen, das Magazin muss nicht leer sein, um aufgefüllt zu werden.
Das Magazin kann mit fast allen Gewehren verwendet werden, ohne dass Modifikationen an der Waffe vorgenommen werden müssen. Es wird derzeit unter anderem für folgende Waffen hergestellt:

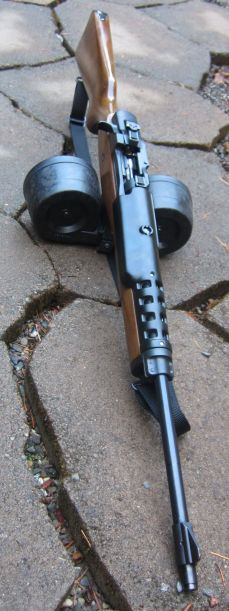
Mini-14 mit Beta-C-Magazin

- M16
- M4
- M249 SAW
- Steyr AUG
- HK G36
- SIG 550
- Ruger Mini-14
- HK 33
- HK MP5
- HK M27

## Galerie

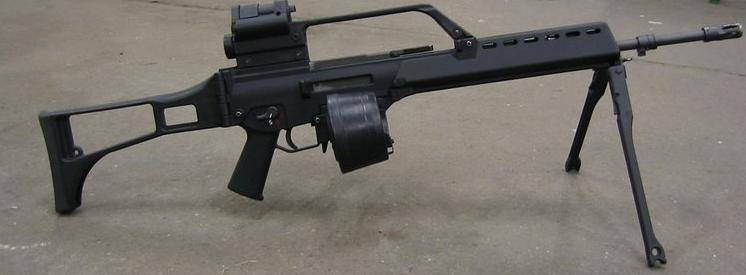
G36 mit Beta-C-Magazin
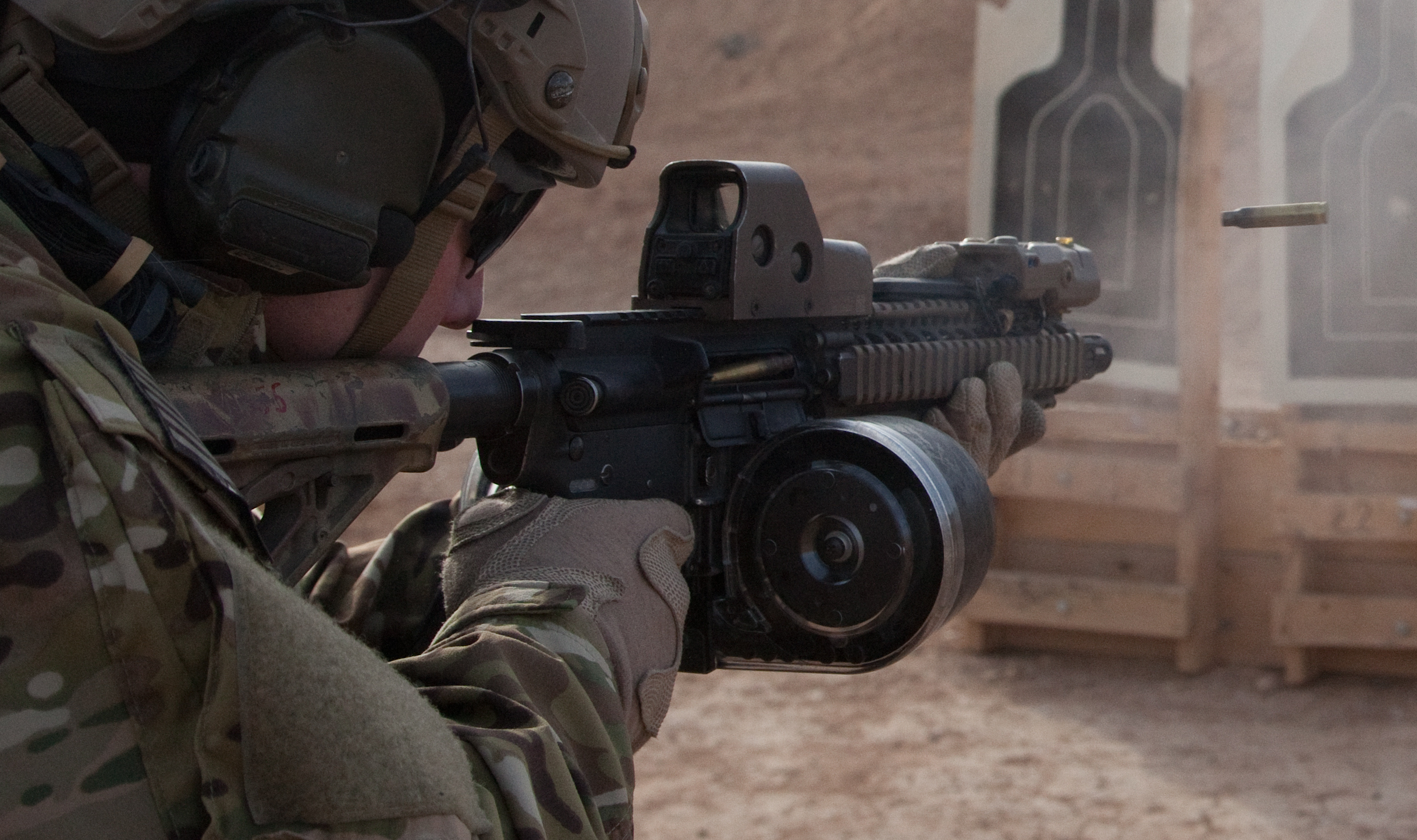
M4 mit Beta-C-Magazin